# Cidade perdida

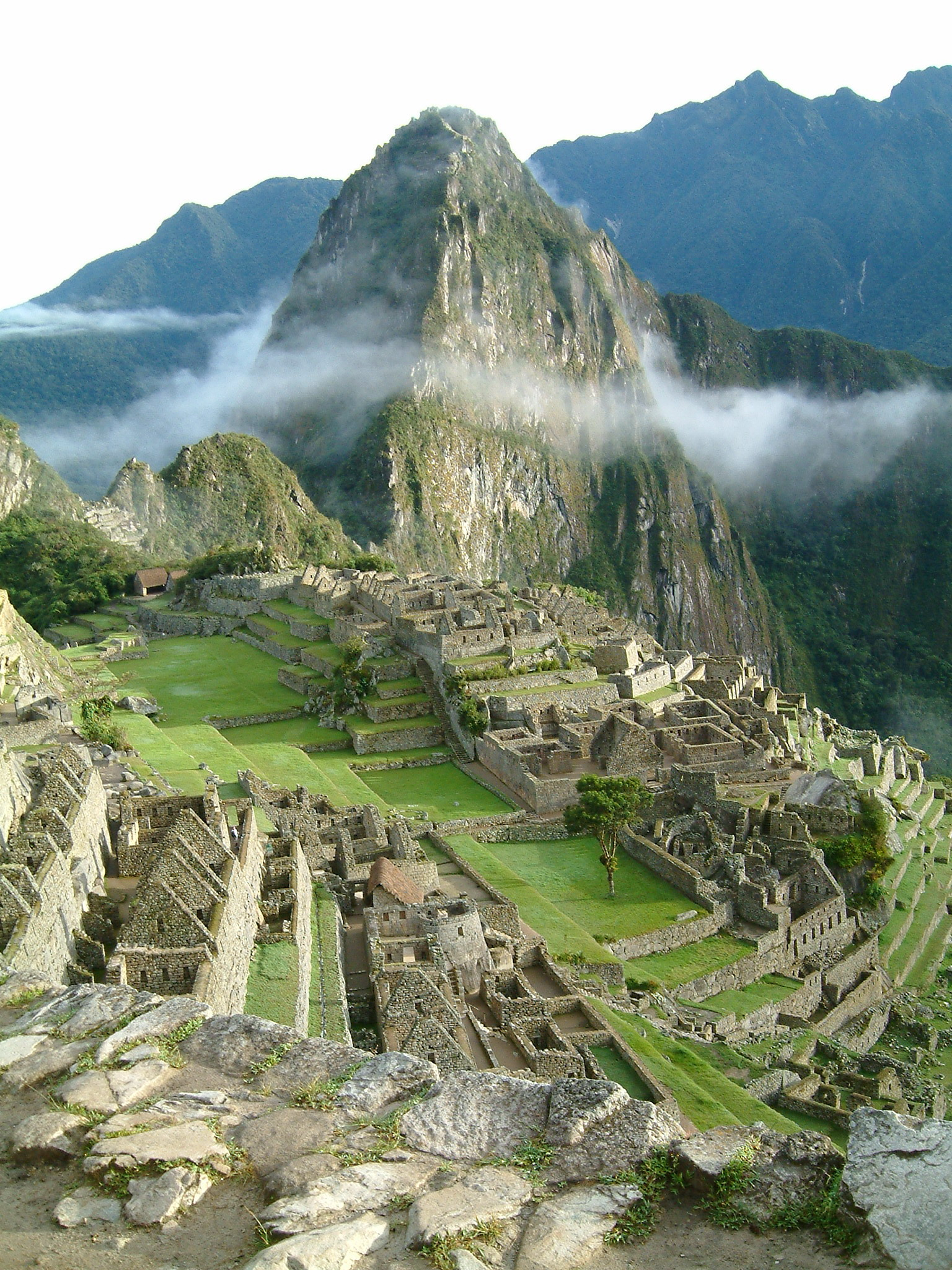
Hiram Bingham redescobriu as ruínas de Machu Picchu em 1911, precedido por Agustín Lizárraga em 1902

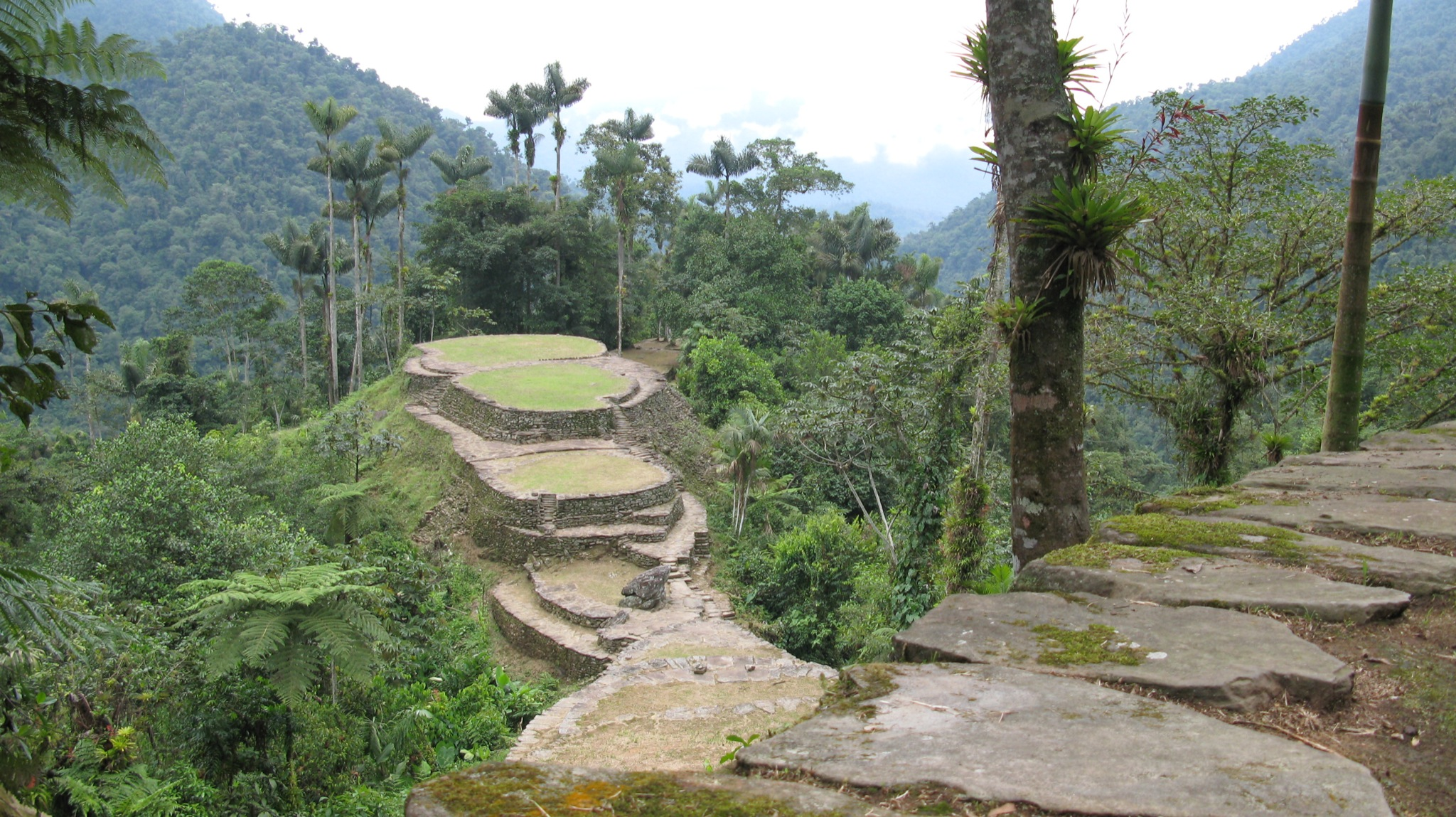
Ruínas de Ciudad Perdida, cidade construída pelos Tayrona na Serra Nevada de Santa Marta, Colômbia

Uma cidade perdida é um assentamento urbano que entrou em declínio terminal e tornou-se extensa ou completamente desabitado, com a consequência de que o antigo significado do local não era mais conhecido pelo mundo em geral. A localização de muitas dessas cidades foi esquecida e algumas foram redescobertas e muito estudadas por cientistas. Cidades recentemente abandonadas ou cidades cuja localização nunca foi questionada podem ser chamadas de ruínas ou cidades fantasmas. As menores podem ser chamadas como aldeias abandonadas. A busca por tais cidades perdidas por exploradores e aventureiros europeus na África, nas Américas e no Sudeste Asiático a partir do século XV eventualmente levou ao desenvolvimento da arqueologia.
As cidades perdidas geralmente se enquadram em duas grandes categorias: aquelas onde todo o conhecimento da existência da cidade foi esquecido antes de ser redescoberta e aquelas cuja memória foi preservada em mitos, lendas ou registros históricos, mas cuja localização foi perdida ou não é mais reconhecida. 

## Como as cidades estão desaparecidas
As cidades podem desaparecer por diversas razões, incluindo desastres naturais, crises econômicas, sociais ou guerra.
A capital inca de Vilcabamba foi destruída e despovoada durante a conquista espanhola do Peru em 1572. Os espanhóis não reconstruíram a cidade e o local não foi registrado e foi esquecido até ser redescoberto através de um exame detalhado de cartas e documentos daquele período.
Tróia foi uma cidade localizada no noroeste da Anatólia, onde hoje é a Turquia. É mais conhecido por ser o foco da Guerra de Tróia descrita no Ciclo Épico Grego e especialmente na Ilíada de Homero. Repetidamente destruída e reconstruída, a cidade declinou lentamente e foi abandonada na era bizantina . Soterrada pelo tempo, permaneceu nas lendas até que o local foi escavado pela primeira vez na década de 1860.
Outros assentamentos humanos foram perdidos, praticamente sem pistas. Por exemplo, a Ilha Malden, no Pacífico central, estava deserta quando foi visitada pela primeira vez pelos europeus em 1825, mas as ruínas de templos e estruturas na ilha indicam que uma população de polinésios viveu lá talvez durante várias gerações no passado. Normalmente, a falta de informação deve-se à falta de histórias escritas ou orais sobreviventes e à falta de dados arqueológicos, como no caso da remota e relativamente desconhecida Ilha Malden.

## Redescoberta
Com o desenvolvimento da arqueologia e a aplicação de técnicas modernas, diversas cidades perdidas foram redescobertas.
Machu Picchu é um sítio inca pré-colombiano situado no alto de uma montanha acima do vale de Urubamba, no Peru. É referida como a “Cidade Perdida dos Incas”, é talvez o símbolo mais familiar do Mundo Inca. Machu Picchu foi construída por volta de 1450, no auge do Império Inca. Foi abandonado pouco mais de 100 anos depois, em 1572, como resultado tardio da Conquista Espanhola . É possível que a maioria de seus habitantes tenha morrido de varíola por conta da chegada dos espanhóis à região. Em 1911, Melchor Arteaga conduziu o explorador Hiram Bingham a Machu Picchu, que havia sido esquecida, exceto por moradores locais No entanto, o explorador e agricultor peruano Agustín Lizárraga antecedeu esta descoberta em 9 anos, tendo encontrado o local em 14 de julho de 1902. Deixou uma inscrição a carvão com os dizeres "A. Lizárraga 1902".
Helike era uma antiga cidade grega que afundou na noite no inverno de 373 a.C. A cidade estava localizada na Acaia, norte do Peloponeso, a dois quilômetros do Golfo de Corinto. A cidade era considerada uma lenda até 2001, quando foi redescoberta no Delta de Helike. Em 1988, a arqueóloga grega Dora Katsonopoulou lançou o Projeto Helike para localizar a cidade. Em 1994, em colaboração com a Universidade de Patras, foi realizado um levantamento magnetométrico na planície média do delta, que revelou os contornos de um edifício enterrado. Em 1995, o local foi escavado (agora conhecido como sítio Klonis), e um grande edifício romano com paredes verticais foi descoberto. A cidade foi redescoberta em 2001, enterrada em uma antiga lagoa.

## Cidades perdidas por continente

### África

#### Redescobertas

##### Egito
- Akhetaton - Capital durante o reinado do faraó Akhenaton da 18ª Dinastia. Mais tarde abandonada e quase totalmente destruída. Amarna moderna.
- Avaris — capital dos hicsos no Delta do Nilo.
- Canopus - Localizado no agora seco braço Canópico do Nilo, a leste de Alexandria.
- Mênfis – Capital administrativa do antigo Egito. Pouco resta. Agora um Patrimônio Mundial da UNESCO.
- Pi-Ramsés - cidade imperial de Ramsés, o Grande, agora considerada existente abaixo de Qantir.
- Tânis – Capital durante as XXI e XXII Dinastias, na região do Delta.

##### O Magrebe, incluindo a Líbia
- Cartago - Inicialmente uma cidade fenícia na Tunísia, destruída e depois reconstruída por Roma. Mais tarde serviu como capital do Reino Vândalo do Norte de África, antes de ser destruída pelos árabes após a sua captura em 697 EC. Agora um Patrimônio Mundial da UNESCO.
- Dougga, Tunísia — Cidade romana localizada na atual Tunísia. Agora um Patrimônio Mundial da UNESCO.
- Leptis Magna — Cidade romana localizada na atual Líbia. Foi o local de nascimento do imperador Sétimo Severo que fez grandes construções no local,  obras públicas, incluindo o desvio do curso de um rio próximo. Mais tarde, o rio voltou ao seu curso original, enterrando grande parte da cidade em lodo e areia. Agora um Patrimônio Mundial da UNESCO.
- Timgad, Argélia – Cidade romana fundada pelo imperador Trajano por volta de 100 d.C., coberta por areia no século VII. Agora um Patrimônio Mundial da UNESCO.

##### Chifre da África
- Adulis, Eritreia – uma cidade portuária do reino Aduliano construída entre 500 e 300 a.C.
- Qohaito, Eritreia - 1000 a.C. cidade da terra de Punt, reino D'mt e reino de Axum.
- Metera, Eritreia – cidade perdida de 800 a.C.
- Keskese, Eritreia – cidade perdida de 700 a.C.
- Kubar, Eritreia – uma grande cidade perdida da terra Habesha ou Alhabesh.
- Hubat, Etiópia – capital do Reino de Harla.

##### África Subsaariana
- Aoudaghost, Mauritânia — Rica cidade berbere no Gana medieval .
- Grande Zimbabué – Construída entre os séculos XI e XIV, esta cidade é o homónimo do Zimbabué moderno. Agora um Patrimônio Mundial da UNESCO.
- Niani – capital perdida do Império do Mali

#### Incerto ou contestado
- Cidade Perdida do Kalahari – possivelmente inventada

#### Não descoberto
- Itjtawy, Egito - Capital durante a XII Dinastia. A localização exata ainda é desconhecida, mas acredita-se que esteja perto da moderna cidade de el-Lisht .
- Tinis, Egito - Cidade desconhecida e centro da Confederação Tinita, cujo líder, Menés, uniu o Alto e o Baixo Egito e foi o primeiro faraó.

### Ásia

#### Ásia Central

##### Redescoberto
- Ai-Khanoum
- Caracórum - Capital do Império Mongol sob Genghis Khan .
- Khara-Khoto — Centro de comércio de Xia Ocidental localizado na Mongólia Interior, mencionado em As Viagens de Marco Polo como Etzina.
- Loulan – Localizada no deserto de Taklamakan, na antiga rota da Seda.
- Mangazeya, Sibéria
- Niya - Localizada no deserto de Taklamakan, na antiga rota da Rota da Seda .
- Velha Urguench - capital de Khwarezm . Agora um Patrimônio Mundial da UNESCO.
- Otrar - Cidade situada às margens da Rota da Seda, importante na história da Ásia Central .
- Poykent
- Subashi – Localizada no deserto de Taklamakan, na antiga rota da Seda.[8]

##### Não descoberto
- Abaskun – porto comercial medieval do Mar Cáspio
- Alexandria em Margiana.

#### Ásia oriental

##### Redescoberto
- Teotihuacan – México pré-asteca.[9] Agora um Patrimônio Mundial da UNESCO.

##### Incerto ou Disputado
- Yamatai – Japão

#### Sul da Asia

##### Índia

###### Redescoberta
- Dolavira – Localizado em Gujarat, Índia. Cidade da civilização do Vale do Indo .
- Dvārakā – Antiga cidade de Krishna, herói do Mahabharata . Agora amplamente escavado. Na costa do estado indiano de Gujarat.
- Kalibangan – Localizada no Rajastão, Índia – antiga cidade da Civilização do Vale do Indo.
- Lothal – Localizada em Gujarat, Índia – cidade primitiva da Civilização do Vale do Indo.
- Pattadakal – Localizado em Karnataka, sul da Índia. Agora um Patrimônio Mundial da UNESCO.
- Puhar, Mayiladuthurai – Localizado em Tamil Nadu, sul da Índia.
- Rakhigarhi – Localizado em Haryana, maior sítio da Civilização do Vale do Indo, que remonta a 4600 aC.
- Surkotada – Localizada em Gujarat, Índia – antiga cidade da Civilização do Vale do Indo.
- Vasai – Localizada na Índia, antiga capital (1533–1740) das Províncias do Norte da Índia Portuguesa
- Vijayanagara – Localizado em Karnataka, Índia. Agora um Patrimônio Mundial da UNESCO.[10]

###### Incerto ou Disputado
- Kumari Kandam — Um continente perdido fictício ao sul da Índia.[11][12][13]

###### Não descoberto
- Muziris - Localizada perto de Cranganor, Kerala, sul da Índia.[10]

##### Nepal
- Lumbini - Localizada no distrito de Rupandehi, local de nascimento de Gautama Buda. Agora um Patrimônio Mundial da UNESCO.
- Vale de Sinja - Localizado no distrito de Jumla, capital do reino medieval de Khasa e origem da língua Khas (nepalesa). Agora um Patrimônio Mundial da UNESCO.[10]

##### Paquistão

###### Redescoberta
- Chanhudaro - Localizada na província de Sindh, no Paquistão, uma cidade civilizatória do Vale do Indo
- Ganweriwal – localizada no deserto de Cholistan, no Punjab, Paquistão – era uma grande cidade da civilização do Vale do Indo, ainda não escavada.
- Harapa – Localizada em Punjab, Paquistão – antiga cidade da Civilização do Vale do Indo
- Kot Diji - localizada na cidade civilizacional do Vale do Indo, na província de Sindh, no Paquistão
- Mergar - localizada na cidade da civilização do Vale do Indo, província do Baluchistão, no Paquistão
- Moenjdaro – Localizada em Sindh, Paquistão — cidade primitiva da civilização do Vale do Indo . A cidade foi um dos primeiros assentamentos urbanos do mundo.
- Sahr-i-Bahlol – Localizada na província de Khyber Pakhtunkhwa – uma cidade antiga, hoje em ruínas.
- Sokhta Koh – Localizada perto da cidade de Pasni – outro antigo assentamento do Vale do Indo.
- Sutkagan Dor – Localizado perto do rio Dasht – era um pequeno povoado no Vale do Indo, agora em ruínas.
- Takht-i-Bahi – Localizado na província de Khyber Pakhtunkhwa – um antigo mosteiro budista indo-parta .
- Taxila – Localizada na província de Punjab, no Paquistão.[10]

###### Não descoberto
- Naga Puram - Localizada na província de Sindh, no Paquistão, uma cidade da civilização do Vale do Indo. A cidade ficava às margens do rio Ghaghara.[14]

##### Sri Lanka

###### Redescoberta
- Anuradhapura - Agora um Patrimônio Mundial da UNESCO.
- Sigiriya - agora Património Mundial da UNESCO.
- Polonnaruwa - Agora Património Mundial da UNESCO.

#### Sudeste da Ásia

##### Redescobertas

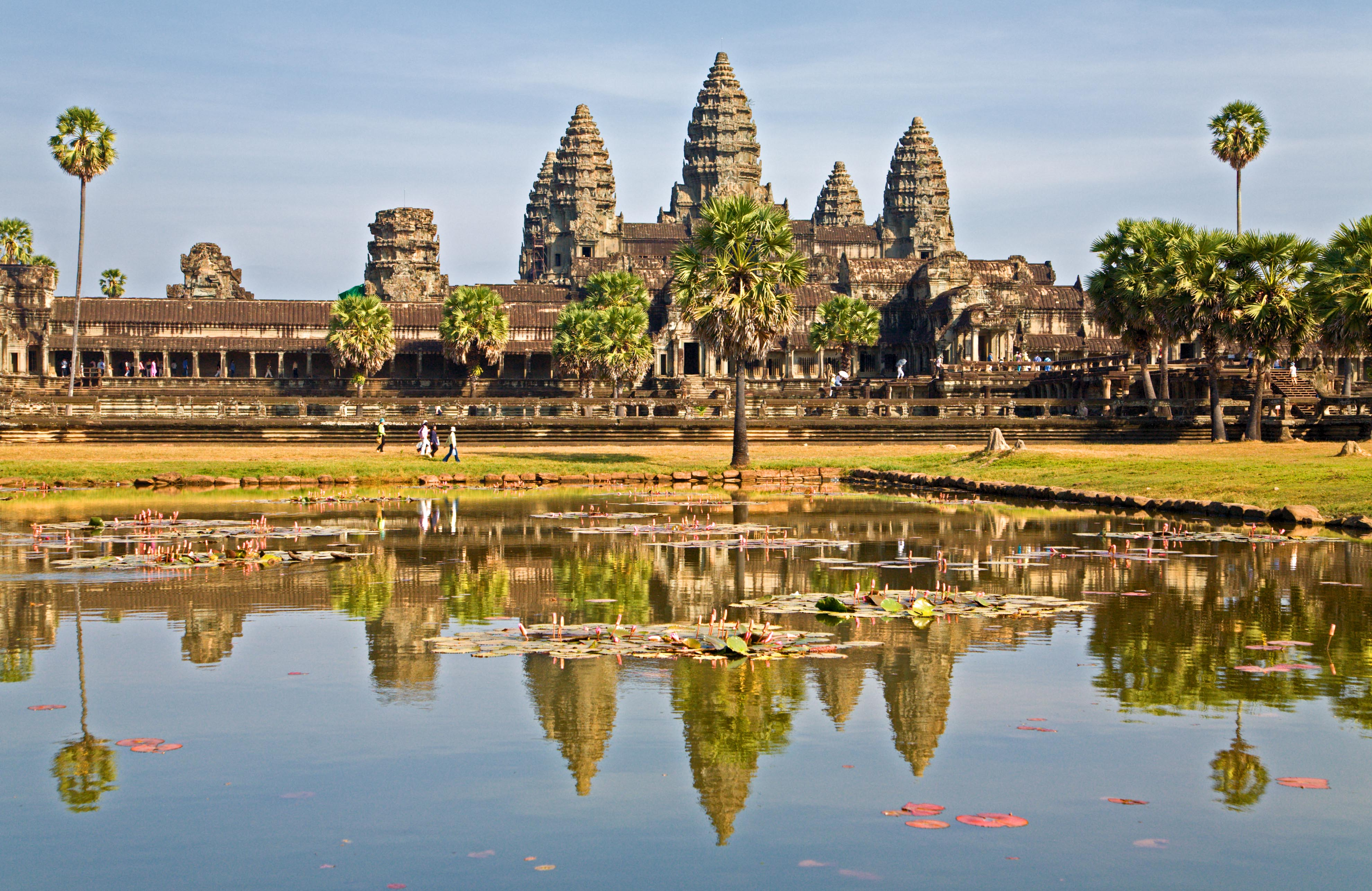
Angkor foi redescoberto por Henri Mouhot em 1860

- Anuradhapura – Agora Patrimônio Mundial da UNESCO.
- Sigiriya – Agora um Patrimônio Mundial da UNESCO.
- Polonnaruwa – Agora Patrimônio Mundial da UNESCO.

##### Não descoberta
- Gangga Negara – Malásia (Arquipélago Malaio).[10]

##### Incerto ou Disputado
- Kota Gelanggi – Malásia (Arquipélago Malaio)
- Ma-i – Filipinas – era um governo soberano anterior ao estabelecimento hispânico das Filipinas e notável por ter estabelecido relações comerciais com o Reino de Brunei e com as Dinastias Song e Ming da China. Sua existência foi registrada tanto nos anais imperiais chineses Zhu Fan Zhi (諸番志) quanto na História da Canção.[10]

#### Ásia Ocidental

##### Redescobertas
- Ani – Capital armênia medieval, localizada no lado turco da fronteira Armênia-Turquia.
- Antioquia - Antiga cidade grega, importante reduto na época das Cruzadas.
- Babilônia
- Cesaréia
- Çatalhöyük - Um assentamento neolítico e calcolítico, localizado próximo à moderna cidade de Konya, na Turquia.
- Tchogha Zanbil
- Ctesifonte
- Göbekli Tepe
- Cúrio, Chipre
- Hatusa - Capital do Império Hitita . Localizado perto da moderna vila de Boğazköy, no centro-norte da Turquia.
- Kish - A lista de reis sumérios afirma que Kish foi a primeira cidade a ter reis após o dilúvio.[15]
- Lagas
- Madaim Salé (e capital Petra) – Agora um Patrimônio Mundial da UNESCO.
- Nova Sarai – Capital da Horda Dourada
- Nínive
- Persépolis
- Samaria
- Tmutarakan
- Tróia
- Ur

##### Não descoberta
- Acádia
- Arimateia
- Balanjar – Segunda capital Khazar
- Dilmun
- Ecallatum
- Iram dos Pilares
- Khazarano
- Kussara
- Samandar
- Montanha Turquesa (Firozkoh) – capital de verão da dinastia Gúrida do Afeganistão, destruída em 1223
- Washukanni - Capital do reino hurrita de Mitani

###### Incerto ou Disputado
- Itil — Capital final dos Cazares, localizada nas proximidades de Samosdelka, Rússia .
- Irisaĝrig – Sul do Iraque, perto da cidade de Afak[16]
- Narbata - hebraico: נרבתא . Cidade judaica na Grande Revolta .
- Velha Sarai – Capital da Horda Dourada
- Saqsin

### Europa

#### Áustria
- Noreia – a capital do antigo reino celta de Noricum. Possivelmente no sul da Áustria ou na Eslovênia.[17]

#### Bósnia e Herzegovina
- Daorson – a capital da antiga comunidade da Ilíria na atual Bósnia e Herzegovina.[17]

#### Bulgária
- Perperikon na Bulgária – O complexo megalítico foi colocado em ruínas e reerguido muitas vezes ao longo da história – desde a Idade do Bronze até à Idade Média.[18]
- Seutópolis, Bulgária – uma antiga cidade trácia, descoberta e escavada em 1948. Foi fundada pelo rei Seuthes III por volta de 325 AC. Suas ruínas estão agora localizadas no fundo do reservatório de Koprinka, perto da cidade de Kazanlak.[18]

#### Croácia
- Heraclea em algum lugar do Adriático, na costa croata. Localização exata desconhecida.[17]

#### Dinamarca
- Høgekøbing, Dinamarca
- Ræveleje, Dinamarca
- Serridslev, Dinamarca
- Sønderside, Dinamarca[19]

#### Finlândia
- Teljä, Finlândia.[17]

#### França
- Quentovic – Em 842, o antigo porto de Quentovicus foi destruído por uma frota Viking.
- Thérouanne - Em 1553, a cidade foi arrasada, as estradas desmanteladas e os campos arados e salgados por ordem de Carlos V.[17]

#### Alemanha
- Damasia – Um antigo assentamento no topo de uma colina no Lech, dos Licates, uma tribo dos celtas Vindelici. Comumente identificado com o Auerberg ou com o Augsburgo pré-romano. Segundo o folclore, afundado no Ammersee.
- Hedeby, Alemanha
- Rungholt – Mar de Wadden na Alemanha, afundado durante a " Grote Mandrenke ", uma tempestade no Mar do Norte em 16 de janeiro de 1362
- Niedam perto de Rungholt
- Vineta.[17]

#### Grécia
- Akrotiri – Na ilha de Thera, Grécia.
- Ilha Chryse, no Egeu, local de renome de um antigo templo ainda visível no fundo do mar.
- Helike, Grécia no Peloponeso – Afundada por um terremoto no século IV a.C. e redescoberta na década de 1990.
- Micenas, Grécia.
- Pavlopetri, Grécia submersa na costa sul da Lacônia, no Peloponeso, tem cerca de 5 000 anos e é a cidade arqueológica submersa mais antiga.[17]

#### Hungria
- Anel Avar, Hungria — Reduto central dos ávaros, acredita-se que tenha ficado na ampla planície entre o Danúbio e o Tisza.[20]

#### Itália
- Acerrae Vatriae — uma cidade dos Sarranatos mencionada por Plínio, o Velho, como tendo sido situada num local desconhecido na Úmbria.
- Castro - cidade do Lácio, capital de um Ducado governado pela família Farnese. Foi destruído pelo exército papal em 1649
- Luni, Itália.
- Paestum – cidade grega e romana ao sul de Nápoles. Três famosos templos gregos.
- Pompeia, Herculano e Stabiae na Itália - soterrados pela erupção do Vesúvio em 79 d.C. e redescobertos no século XVIII
- Síbaris, Itália – Antiga cidade colonial grega de riqueza insuperável totalmente destruída por sua arquirrival Crotona em 510 a.C.
- Tripergole, Itália - Antiga vila termal romana na margem oriental do Lago Lucrine nos Campi Flegrei. A aldeia e a maior parte do lago foram soterradas pelo piroclasto em 1538 durante a erupção vulcânica que criou o Monte Nuovo. A localização exacta da aldeia e das fontes termais associadas já não pode ser identificada.[17]

#### Lituânia
- Apuole.[17]

#### Holanda
- Brittenburg, antigo assentamento romano, Holanda
- Dorestad, Holanda
- Reimerswaal, Países Baixos - inundada no século XVI.
- Saeftinghe, Países Baixos – cidade próspera perdida para o mar em 1584.[17]

#### Noruega
- Kaupang - Em Viksfjord perto de Larvik, Noruega . A maior cidade comercial ao redor do Fiorde de Oslo durante a era Viking. À medida que o nível do mar recuou (a linha costeira está hoje 7 m mais baixa do que em 1000), a cidade deixou de ser acessível a partir do oceano e foi abandonada. [17]

#### Polônia
- Biskupin
- Truso.[17]

#### Portugal
- Conímbriga, Portugal – antigo entreposto comercial datado do século IX a.C. Abandonado no século VIII DC.[17]

#### Romênia
- Sarmisegetuza Regia, a antiga capital do Antigo Reino Dácio.
- Vicina, um porto no Danúbio, perto do Delta.[17]

#### Rússia
- Bolgar — importante cidade da Rota da Seda no rio Volga, arrasada pelos tártaros .
- Ilimsk era uma pequena cidade na Sibéria . Inundado pelo reservatório Ust-Ilimsk em meados da década de 1970.
- Kitej - Cidade mítica sob as águas na Rússia central.
- Mangazeya, uma colônia comercial na Rota do Mar do Norte dos Pomors, foi abandonada no século XVII depois que a Rota do Mar do Norte foi proibida. Mangazeya foi considerada perdida até ser redescoberta por arqueólogos em 1967.[21]
- Peremyshl – cidade fundada em 1152.
- Tmutarakan era uma cidade comercial de Grã-Canato de Rus.[17]

#### Sérvia
- Antiga Ras, Sérvia - uma das primeiras capitais do estado medieval sérvio de Raška, abandonada no século XIII.[17]

#### Eslováquia
- Myšia Hôrka (perto de Spišský Štvrtok), Eslováquia – cidade com 3500 anos (redescoberta no século XX) e sítio arqueológico; O complexo também é chamado de Micenas Eslovacas.[17]

#### Espanha
- Amaya - seja a capital ou uma das cidades mais importantes dos Cantabri. Provavelmente localizado no que hoje é chamado de "Pico Amaya" em Burgos, norte da Espanha.
- Cypsela, assentamento ibero-grego afogado na costa catalã, Espanha. Mencionado por cronistas gregos, romanos e medievais.
- Recópolis, Espanha - Uma das capitais fundadas na Hispânia pelos Visigodos . O local foi gradualmente abandonado no século X.
- Tartesso, Espanha – Uma cidade portuária ou um complexo econômico de pequenos portos e rotas comerciais situadas na foz do rio Guadalquivir, na moderna Andaluzia, Espanha. Acredita-se que Tartessos seja a sede de um reino independente ou de uma comunidade de cidades palacianas dedicadas à exportação dos recursos minerais do continente hispânico para o mar, para atender os comerciantes fenícios e gregos. A sua destruição ainda é motivo de debate entre os historiadores, e uma tendência moderna tende a acreditar que Tartessos nunca foi uma cidade, mas sim um complexo cultural.[17]

#### Suécia
- Birka, Suécia
- Ny Varberg, Suécia
- Uppakra, Suécia.[17]

#### Reino Unido
- Calleva Atrebatum, Silchester, Inglaterra – Grande cidade murada romano-britânica 10 milhas (16 km) ao sul da atual Reading, Berkshire. Apenas as paredes permanecem e um padrão de rua pode ser discernido no ar.
- Dunwich, Inglaterra - Perdido pela erosão costeira . Outrora uma grande cidade, agora reduzida a uma pequena aldeia.
- Evonium, Escócia – suposto local de coroação e capital de 40 reis.
- Fairbourne, País de Gales – política de retirada gerida adotada pelo conselho em 2019 devido às perspectivas de inundações na sequência das alterações climáticas;
- Hallsands, Devon - Construída numa praia, último morador saiu em 1960, fechada ao público. Vários edifícios abandonados ainda estão de pé.
- Hampton-on-Sea, Inglaterra - Uma vila no que hoje é a área de Hampton em Herne Bay, Kent, afogada e abandonada entre 1916 e 1921.
- Kenfig, – uma vila em Bridgend, País de Gales, invadida por areia e abandonada por volta do século XIII.
- Antiga vila de Nant Gwrtheyrn na costa norte do País de Gales, abandonada após o fechamento de sua pedreira durante a Segunda Guerra Mundial. Agora regenerado como um centro de línguas.
- Old Sarum, Inglaterra - a população mudou-se para a vizinha Salisbury nos séculos XIII e XIV, embora os proprietários do sítio arqueológico mantivessem o direito de eleger um Membro do Parlamento para representar Old Sarum até o século XIX (ver William Pitt).
- Ravenser Odd, Inglaterra - importante porto próximo à foz do Humber, perdido pela erosão costeira no século XIV.
- Ravenspurn, Inglaterra - perto de Ravenser Odd, perdida pela erosão costeira em algum momento depois de 1471.
- Roxburgh, Escócia - abandonada no século XV.
- Selsey, Inglaterra - em sua maior parte abandonada à erosão costeira após 1043.
- Skara Brae, Orkney, Escócia - Assentamento neolítico enterrado sob sedimentos. Descoberto por uma tempestade de inverno em 1850.
- Trellech, País de Gales - declinou entre os séculos XIII e XV.
- Winchelsea, East Sussex – Old Winchelsea, importante porto do Canal, pop 4000+, abandonado após inundação de 1287 e erosão costeira. Winchelsea moderna, 2 milhas (3,2 km) para o interior, foi construída para substituí-la como cidade planejada por Eduardo I da Inglaterra. [17]

#### Ucrânia
- Árheimar, capital dos godos, que se localizava perto do rio Dnieper
- Bolokhiv, Ucrânia abandonada no século XIII.[17]

### América do Norte

#### Canadá

##### Redescobertas
- L'Anse aux Meadows – assentamento Viking fundado por volta de 1000. Agora um Patrimônio Mundial da UNESCO.
- Aldeias Perdidas - As Aldeias Perdidas são dez comunidades (Aultsville, Dickinson's Landing, Farran's Point, Maple Grove, Mille Roches, Moulinette, Santa Cruz, Sheek's Island, Wales, Woodlands) na província canadense de Ontário, nos antigos municípios de Cornwall e Osnabruck (agora South Stormont) perto da Cornualha, que foram permanentemente submersos pela criação do St. Lawrence Seaway em 1958.[22]

#### Caribe

##### Redescobertas
- Port Royal, Jamaica - Destruída pelo terremoto de 1692 na Jamaica.[22]

#### México e América Central

##### Cidades maias
Lista incompleta – para mais informações, consulte Civilização maia.

###### Redescobertas
- Calakmul – Uma das duas superpotências do período maia clássico. Agora um Patrimônio Mundial da UNESCO.
- Chichen Itzaá – Este antigo local de peregrinação ainda é a ruína maia mais visitada. Agora um Patrimônio Mundial da UNESCO.
- Cobá
- Copán – Nas Honduras modernas. Agora um Patrimônio Mundial da UNESCO.
- Naachtun – Redescoberto em 1922, continua a ser um dos locais maias mais remotos e menos visitados. Localizado 44 quilômetros (27 mi) a sudeste de Calakmul, e 65 quilômetros (40 mi) a norte de Tikal, acredita-se que teve importância estratégica e foi vulnerável a ataques militares de ambos os vizinhos. Seu antigo nome foi identificado em meados da década de 1990 como Masuul.
- Palenque — no estado mexicano de Chiapas, conhecido por sua bela arte e arquitetura. Agora um Patrimônio Mundial da UNESCO.
- Tikal — Uma das duas superpotências do período maia clássico. Agora um Patrimônio Mundial da UNESCO.
- Tulum – cidade costeira maia.

##### Cidades olmecas

###### Redescoberta
- La Venta - No atual estado mexicano de Tabasco.
- San Lorenzo Tenochtitlán - No atual estado mexicano de Veracruz.

##### Cidades Totonac

###### Redescoberta
- Angkor e arredores.[23] – Agora um Patrimônio Mundial da UNESCO.
- Ayutthaya – Agora Patrimônio Mundial da UNESCO.
- Mahendraparvata.
- Sucothai – agora um Patrimônio Mundial da UNESCO.
- Wilwatikta - Capital do Reino de Majapahit, agora em Trowulan, Mojokerto, Java Oriental, Indonésia.[10]

##### Outras

###### Redescoberto
- Izapa - Cidade principal da civilização Izapa, cujo território se estendia desde a Costa do Golfo até a Costa do Pacífico de Chiapas, no atual México, e Guatemala.
- Guayabo – Na Costa Rica. Acredita-se que o local foi habitado de 1 500 a.C. a 1 400 d.C., e teve no seu auge uma população de cerca de 10 000 habitantes.

#### Estados Unidos

##### Redescoberta
- As cidades da cultura Ancestral Pueblo (ou Anasazi), localizadas na região de Four Corners do Sudoeste dos Estados Unidos - As mais conhecidas estão localizadas em Chaco Canyon e Mesa Verde.
- Etzanoa - localizada em Arkansas City, Kansas. Cidade da cultura Wichita. Foi o lar de cerca de 20 000 pessoas no seu auge e foi habitada desde c. 1450–1700 DC.
- Bethel Indian Town, Nova Jersey – assentamento Lenape que desapareceu quando os Lenape foram empurrados para o oeste.
- Cahokia - Localizada perto da atual St. Louis, Missouri. No seu auge, acredita-se que Cahokia tinha uma população entre 40 000 e 80 000 pessoas, tornando-a uma das maiores cidades pré-colombianas das Américas. É conhecido principalmente por seus enormes montes piramidais de terra compactada. Agora um Patrimônio Mundial da UNESCO.
- Pueblo Grande de Nevada, um complexo de vilas, localizado perto de Overton, Nevada
- Colônia Roanoke
- Sarabay — um assentamento Mocama no nordeste da Flórida, mencionado tanto em documentos franceses como espanhóis datados da década de 1560.[24]

### América do Sul

#### Cidades incas

##### Redescoberto
- Choquequirao - Um dos últimos bastiões da resistência inca contra os espanhóis e refúgio de Manco Inca Yupanqui.
- Machu Picchu – Possivelmente o Palácio da Família Pachacuti . Agora um Patrimônio Mundial da UNESCO.
- Vilcabamba – Atualmente conhecida como Espiritu Pampa, capital do Estado Neo-Inca (1539–1572).
- Vitcos – Atualmente conhecida como Rosaspata, residência e centro cerimonial do Estado Neo-Inca.

#### Outras

##### Redescoberta
- Cahuachi - Nazca, no Peru.
- Caral - Importante centro da civilização Norte Chico, no atual Peru. Agora um Patrimônio Mundial da UNESCO.
- Chan Chan – Chimu. Localizada perto de Trujillo, no atual Peru. Agora um Patrimônio Mundial da UNESCO.
- Kuelap – Uma enorme cidade em ruínas, ainda coberta de selva, que foi a capital da cultura Chachapoyas no norte do Peru.[25]
- Nueva Cádiz, na Venezuela. Foi um dos primeiros assentamentos espanhóis nas Américas.
- Santa María la Antigua del Darién - Primeiro assentamento europeu permanente no continente das Américas continentais, na região de Darién entre o Panamá e a Colômbia. Fundada por Vasco Núñez de Balboa em 1510. Encontrado em 2012.
- Teyuna (Ciudad Perdida) localizada na atual Colômbia.[26]
- Tiahuanaco – pré- Inca. Localizada na atual Bolívia. Agora um Patrimônio Mundial da UNESCO.

##### Status desconhecido
- La Ciudad Blanca

## Cidades perdidas desconhecidas e fictícias

### Lendárias
- Ai – cidade importante na Bíblia Hebraica
- Camelot arturiano
- Atlântida
- Aztlán - a pátria ancestral na mitologia asteca
- Ciudad de los Cesares (Cidade dos Césares, também conhecida como Cidade da Patagônia, Elelín, Lin Lin, Trapalanda, Trapananda ou Cidade Errante) - uma cidade lendária na Patagônia, nunca encontrada
- Dvārakā – Uma antiga cidade de Krishna, submersa no mar.
- El Dorado
- Iram dos Pilares - isto pode referir-se a uma cidade árabe perdida no Bairro Vazio, mas as fontes também a identificam como uma tribo ou uma área mencionada no Alcorão[27]
- Kitezh, Rússia – lendária cidade subaquática que supostamente pode ser vista com bom tempo
- Libertatia, Madagascar - (também conhecida como Libertalia) foi uma colônia pirata fundada no século XVII  pelo capitão pirata James Misson (ocasionalmente escrito "Mission") que ainda hoje é contestada por historiadores.
- Cidade Perdida de Z - cidade supostamente localizada nas selvas da região de Mato Grosso do Brasil, supostamente avistada pelo explorador britânico coronel. Percy Harrison Fawcett algum tempo antes da Primeira Guerra Mundial[28]
- Lyonesse
- Otuken - lendária capital dos Gokturks na mitologia turca
- Paititi - uma cidade lendária e refúgio nas florestas tropicais onde Bolívia, Brasil e Peru se encontram[29]
- As Sete Cidades de Ouro
- Shambhala – Reino mítico que se diz estar localizado no Tibete
- Sodoma e Gomorra
- Vineta – cidade lendária em algum lugar na costa báltica da Alemanha ou da Polônia
- Ys – cidade lendária na costa oeste da França

O fato de algumas cidades serem consideradas lendárias não significa que de fato não existissem. Sabe-se agora que alguns que já foram consideradas lendárias existiram, como Tróia e Bjarmaland.

### Fictícias
- Brigadoon - do musical de mesmo nome
- Charn – de As Crônicas de Nárnia
- Lemúria – uma suposta terra Índico-Pacífico
- Leng – cidade antártica descrita em At the Mountains of Madness, de HP Lovecraft
- Númenor – de O Senhor dos Anéis
- Opar - dos romances Tarzan de Edgar Rice Burroughs (nomeado em homenagem à sua cidade natal de longa data, Oak Park, Illinois )
- R'lyeh – cidade submersa referenciada em muitas das obras de HP Lovecraft, onde o ser divino Cthulhu está enterrado
- Sarnath – cidade descrita no conto de HP Lovecraft "The Doom that Came to Sarnath"
- Shangri-La - lugar fictício do romance Lost Horizon de James Hilton de 1933
- Ilha da Caveira – dos filmes King Kong
- The Nameless City - cidade antiga no deserto da Arábia descrita no conto de HP Lovecraft, The Nameless City
- Valyria - do universo As Crônicas de Gelo e Fogo de George RR Martin